# Kazuaki Takano
Kazuaki Takano (jap. 高野 和明, Takano Kazuaki; geboren am 26. Oktober 1964 in der Präfektur Tokio) ist ein japanischer Drehbuchautor und Schriftsteller, der Kriminalgeschichten und Thriller schreibt. Er ist Mitglied der Mystery Writers of Japan.

## Biografie
Schon im Grundschulalter entwickelte Kazuaki Takano eine Faszination für Filme. Besonders beeinflusst wurde er von Steven Spielbergs Thriller Duell, der in ihm den Wunsch weckte, selbst Drehbücher zu schreiben und Filmregisseur zu werden. Sein erstes Drehbuch mit dem Titel Yūrei (jap. 幽霊, dt. Geist) stellte er noch vor seinem Universitätseintritt fertig und gelangte damit 1983 in die Endauswahl für den von der Nihon eiga seisakusha renmei (jap. 日本映画製作者連盟, dt. Vereinigung der japanischen Filmproduzenten) verliehenen Nachwuchspreis für Drehbuchautoren. Von 1985 bis 1989 arbeitete Kazuaki Takano bei dem japanischen Regisseur Kihachi Okamoto und war an Dreharbeiten und Produktion von Filmen, Fernsehsendungen und Direct-to-Video Produktionen beteiligt.
In seiner Jugend begann Kazuaki Takano damit, Filme zu machen und später arbeitete er bei dem japanischen Regisseur Kihachi Okamoto. Von 1989 bis 1991 studierte er Filmproduktion, Regie und Schnitt am Los Angeles City College. Während seines USA-Aufenthalts war er außerdem bei der American Broadcasting Company (abc) tätig. Nach seiner Rückkehr nach Japan arbeitete Kazuaki Takano bei Film und Fernsehen, wo er unter anderem Drehbücher für verschiedene Dorama verfasste.
Inspiriert durch die Lektüre von Kriminalromanen der bekannten japanischen Autorin Miyuki Miyabe, zum Beispiel Majutsu wa sasayaku (jap. 魔術はささやく, engl. The Devil‘s Whisper, übersetzt von Alfred Birnbaum) und Kasha (jap. 火車, dt.  Feuerwagen, übersetzt von Ralph Degen) begann er 1996 damit, selbst Belletristik zu schreiben.
2001 erschien sein erster Roman Jūsan kaidan (13階段, 13 Stufen), der sich mit der Todesstrafe in Japan beschäftigte, etwa 400.000 Mal verkauft und mit dem Edogawa-Rampo-Preis ausgezeichnet wurde. In den Folgejahren erschienen weitere Romane, bis 2011 Jenosaido (ジェノサイド) veröffentlicht wurde. Das Buch wurde zu einem Bestseller, wurde für den Naoki-Preis nominiert und gewann den Yamada-Futaro-Preis. Jenosaido wurde 2013 in einer englischen Übersetzung in den Vereinigten Staaten (Genocide Of One) sowie 2015 in Deutschland (Extinction) veröffentlicht. In Deutschland erschien das Buch am 2. Januar 2015 in einer Übersetzung von Rainer Schmidt beim Verlag C. Bertelsmann. Nach seinem Erscheinen stieg der Roman in die Top 10 der Bestsellerliste des Spiegels in der Kategorie Paperback/Belletristik und erreichte Rang 4.

## Werke

### Drehbücher
- Dorama
  - Mikan to tsuki (蜜柑と月) (13. April – 16. April 1992), TV Asahi
  - Sayonara made no yokkakan (サヨナラまでの4日間) (4. Mai–7. Mai 1992), TV Asahi
  - Ma no shisen (魔の視線) (5. Mai 1992), Nippon Terebi Hōsōmō
  - Tanpopo kurabu (たんぽぽクラブ), (22. Juni – 25. Juni 1992), TV Asahi
  - Jiko chōsa (自己調査)(23. August – 26. August 1992), TV Asahi
  - Jidōgyakutaichōsakan Momose Natsuki no jiken fairu (児童虐待調査官・百瀬なつきの事件ファイル)(18. Februar 2000), Fuji Television
  - Ai no kotoba (愛のことば)(2. April – 29. Juni 2001), Fuji Television
  - Roku jikan go ni kimi wa shinu (6時間後に君は死ぬ) (28. September 2008), WOWOW
- Filme
  - Kokkai e ikō! (国会へ行こう)(1. Mai 1993), Tōhō

### Romane
- Jūsan kaidan (13階段), 2001.
  - deutsch: 13 Stufen, aus dem Japanischen von Sabine Mangold, Penguin Verlag, München 2017, ISBN 978-3-328-10153-6.
- Gureibu diggā (グレイヴディッガー), 2002.
- K N no higeki (K・Nの悲), 2003.
- Yūrei jinmei kyūjotai (幽霊人命救助隊), 2004.
- Yume no karute (夢のカルテ), 2005 (zusammen mit Hitoshi Sakagami).
- Jenosaido (ジェノサイド), 2011.
  - englisch: Genocide Of One, aus dem Japanischen von Philip Gabriel, Mulholland Books, Little, Brown and Company, New York, Boston, London 2014, ISBN 978-0-316-22622-6.
  - deutsch: Extinction, aus dem Englischen von Rainer Schmidt, Verlag C. Bertelsmann, München 2015, ISBN 978-3-570-10185-8.
  - französisch: Génocide(s), aus dem Japanischen von Jean-Baptiste Flamin, Presses de la Cité, Paris, 2018, ISBN 978-2-258-13512-3.

### Kurzgeschichtensammlungen
- Roku jikango ni kimi wa shinu. (6時間後に君は死ぬ), 2007.

## Belege
1. ↑  Mitgliederliste, Kazuaki Takano. Mystery Writers of Japan (japanisch)
2. 1 2 3 4  Profil bei booksfromjapan.jp
3. ↑  Profil und Vorstellung von Genocide Of One bei Mulholland Books
4. ↑  Extinction bei Buchreport.

| Personendaten    | Personendaten              |
| ---------------- | -------------------------- |
| NAME             | Takano, Kazuaki            |
| ALTERNATIVNAMEN  | 高野 和明 (japanisch)      |
| KURZBESCHREIBUNG | japanischer Schriftsteller |
| GEBURTSDATUM     | 26. Oktober 1964           |
| GEBURTSORT       | Präfektur Tokio, Japan     |